# IT'S MY WORLD
『IT'S MY WORLD』（イッツ・マイ・ワールド）は、ヨースケコースケの1枚目のスタジオ・アルバム。2015年1月28日にDESTINY LABELより規格品番：DFA-005にてリリース。

## 解説
ヨースケコースケとしてのデビューアルバム。2月9日付オリコン週間アルバムチャートにおいて171位を記録。翌週には圏外となり売上枚数は初動・累計ともに522枚。
2014年9月7日に開催された「ヨースケ・コースケアコースティックぶらり旅ツアーDX!」にて、CDの発売が発表された。
楽曲は、発売時点で既にライブで発表している全楽曲が含まれており、未発表の新曲を含むベスト・アルバムともいえる1枚。ビッグバンドなニューオリンズジャズ、ロック、エレクトロ、EDM、ポップ、フォーク、そして2人の始まりのきっかけでもあるプロデューサー・浅倉大介をリスペクトしたという80'Sなナンバーなど、全ジャンル対応ともいうべき楽曲が全10曲揃う。
制作は、ヨースケの作詞曲、コースケの作詞曲、ヨースケコースケの共作の大きく3パターンに分かれ、ソロ歌唱曲も含まれている。
ジャケット写真のテーマは「"旅する二人"がキャンピングカーに乗ってギター片手に"ぶらり旅"をする」という、2人の出発点をイメージしたもの。監督は高村佳典。衣装はMILKBOY、ヨシダミホ。ヘアメイクはCANDY。またジャケット写真撮影時は、同時にアルバム曲『BRING THE BEAT』のミュージック・ビデオを制作も行われた。

## 収録曲
1. show time
  - 作詞・作曲：ヨースケ
2. IT'S MY WORLD
  - 作詞・作曲：コースケ
    - 2014年5～6月に開催したぶらり旅ツアーで、ヨースケがコースケの持ち曲「オレンジ」をカバー。[注 1]ライブ中ヨースケ・コースケが「ビッグバンドなエレクトリカルパレードみたいなアレンジにしたい」と発言したことをきっかけに産まれた。[9]
3. BRING THE BEAT
  - 作詞：ヨースケコースケ　作曲：コースケ
    - 2014年5月22日「ヨースケ・コースケアコースティックぶらり旅ツアー」尼崎公演にて初披露。ヨースケコースケのテーマソングともいうべき2人の初共作。コースケが温めていたメロディと歌詞をヨースケが預かり、コードをとって歌詞を追加し、完成した。ライブ冒頭、2人がアコギスタイルで演奏することが多いが、バンドスタイルの時はタオルぶんぶんソングになる。
4. セドナの軌道
  - 作詞・作曲：コースケ
    - タイトルが先に生まれ、後から曲を作っていったナンバー。[10]
5. ワタシがいなくちゃ
  - 作詞：コースケ　作曲：ヨースケ
    - 2014年12月15日 米原幸佑 ワンマンlive2014 君想フにて、ゲストにサカノウエヨースケを迎えて初披露。女性目線で男性に向けた歌詞だが、ヨースケ曰く「絶対これはコースケやな!と。繊細な内面の部分が出てて…そういう部分が1番綺麗に出てるんじゃないかな」。またコースケが稽古中の舞台の女性スタッフに聞かせたところ、共感を呼んだということで「僕の乙女全開はわりと(本当の女性の気持ちと)間違ってないんちゃうかなーって。」[11]。ヨースケが「「よーいスタート！」で曲をつけ始めて、最後まで止まることなく一気に書き上げた。」という程、2人での楽曲制作の中で最短で作曲出来たというナンバー。コースケが書いた歌詞の原文の一部が少し変わるくらいでほぼそのまま曲が完成したという。[11]
6. バイシテル
  - 作詞・作曲：ヨースケ
    - 2014年10月19日「MUSIC FOR LIFE SCHOOL vol.1」にて初披露。
    - 『バイシテル』は「倍、愛しています」の意味。
    - 「MUSIC FOR LIFE SCHOOL vol.1」参加者にアンケート[注 2]を実施、内2つ[注 3]を実際に採用。またコーラスパートは、会場で観客の声を公開レコーディングした。[12][13]
7. SPIDER
  - 作詞・作曲：コースケ
    - 2014年9月7日「ヨースケ・コースケアコースティックぶらり旅ツアーDX!」にて初披露。
    - 初披露は座っての弾き語りだったが、マイクのブームスタンドのアームの留めが緩く、歌い出し1フレーズで「ちょっと待って！」と一旦止め、仕切りなおすというハプニングがあった。
8. 男は孤独なのさ
  - 作詞：ヨースケコースケ　作曲：コースケ
9. 靴屋のじっちゃん
  - 作詞・作曲：ヨースケ
    - 2014年12月25日 サカノウエヨースケ「「ニュータウン」アルバムレコ発 CHRISTMAS LIVE BEST!!」にて初披露。
10. 流星コードワーク
  - 作詞・作曲：ヨースケ
    - 2014年9月7日「ヨースケ・コースケアコースティックぶらり旅ツアーDX!」にて初披露。
    - コースケ作詞曲の『BRING THE BEAT』を受け、ヨースケがDX!用に書き下ろしたヨースケコースケとして2作目の楽曲。コードワークの流れを流星に例えて書いている。本人達曰く、ヨースケ・コースケ共に過去作った曲の中で最速のBPM。その勢いゆえヘドバン出来るナンバーではあるが、歌った翌日決まって2人共「首が痛い」「首むち打ち」とぼやいてしまう、別名「首デストロイソング」。[14]

## 関連人物
- サカノウエヨースケ
- 米原幸佑
- SPIRAL SPIDERS
- イズミカワソラ
- 門垣良則